# Cornelius Haga
Cornelius Haga (Schiedam, 28 gennaio 1578 – L'Aia, 12 agosto 1654) è stato un diplomatico olandese.
Fu il primo ambasciatore della Repubblica delle Sette Province Unite presso la corte ottomana.

## Biografia
Cornelius Haga è nato a Schiedam. Suo padre era Dirk Lambrechtszoon, mercante e membro del consiglio comunale di Schiedam, nonché organista della chiesa locale. Haga fu educato alla scuola latina di Schiedam prima di studiare legge all'Università di Leida. Entrò nel servizio diplomatico e divenne un inviato a Stoccolma. Dopo questo divenne il primo rappresentante diplomatico della repubblica a Costantinopoli dal 1612 al 1639. Fu accompagnato nel suo avventuroso viaggio da Cornelis Pauw (figlio del sindaco di Amsterdam, Reinier Pauw), Ernst Brinck, segretario, e Cornelis Sijms, entrambi anche loro figli di reggenti e Andries Suyderhoeff, che poi sostituì Brinck come segretario della delegazione, e Lambert Verhaer, che era stato un orafo a Costantinopoli ed era l'unico membro del gruppo che aveva fatto il viaggio prima.
Haga gettò le basi delle relazioni diplomatiche ed eresse numerose sedi consolari nei più importanti porti e centri commerciali dell'Impero Ottomano: Patrasso, Salonicco, Atene, Gallipoli, Smirne, Aleppo, Sidone, il Cairo, Tunisi e Algeri.
Haga, che era sposato con Alithea Brasser, ricevette la capitolazione del sultano ottomano Ahmed I nel 1612. Questo permise agli olandesi di commerciare con l'impero ottomano sotto la loro giurisdizione. Il sultano concesse agli olandesi anche diversi privilegi, tra cui l'esenzione da alcune tasse e una limitata autonomia all'interno dell'impero.
Nel 1639 Haga tornò nei Paesi Bassi. Nel 1645 divenne presidente dell'Alto Consiglio d'Olanda, Zelanda e Frisia occidentale, funzione che mantenne fino alla sua morte nel 1654. Il suo ritratto di un pittore sconosciuto si trova nella collezione del Mauritshuis, in prestito al Rijksmuseum. Il ritratto di sua moglie, opera di Michiel van Mierevelt, è nella collezione del KMSK di Anversa.
Cornelius Haga e sua moglie Alithea Brasser furono sepolti nella Chiesa di San San Giovanni a Schiedam. I suoi discendenti aggiunsero un epitaffio sulla sua tomba, dove si può leggere, "Foris ac domi et de patria bene meritus fuit"  (tradotto dal latino: Ha servito bene il suo paese, sia in patria che all'estero).